# Љубави Јосипа Броза
Љубави Јосипа Броза је истраживачка књига објављена у Београду 1990. године на српско-хрватском језику. Својом појавом представљало је велики допринос мистерији о љубавним везама Јосипа Броза Тита.
Прво издање књиге је судском одлуком било забрањено у СФР Југославији.

## Настанак
| „                   | Филип Радуловић, писац бројних књига, широј јавности постао је познат по књизи „Љубави Јосипа Броза”. Најавом ове књиге преко „Интервјуа” Радуловића је интервјуисало 37 светских телевизијских станица и 49 новинских агенција. Идеја за књигу „Љубави Јосипа Броза” потекла је 1974. године у Паризу. Тада се Радуловић упознао са Францускињом Козетом Коатије, кћерком из другог брака госпође Жане Коатије, невенчане жене Јосипа Броза. Козета је упознала Радуловића са својом мајком, али је она брзо реаговала, говорећи зашто јој је довела тог Југословена. Радуловић је био изненађен реакцијом госпође Жане и зантригирало га је откуда та одбојност према Југословенима. После извесног времена госпођа Жана је објаснила свој однос. Наиме, она се давне 1937. године била упознала са Јосипом Брозом у Паризу али су се разишли. Од њега је била затруднела и родила је сина Оливера. Кад је Радуловић видео заједничку фотографију Јосипа Броза и госпође Коатије, отпочео је са њом разговор и сазнао је низ детаља из те идиличне везе: она га је преотела од једне Италијанке а од ње је Јожа отишао једној Туркињи. Од тада је Радуловић размишљао да напише књигу о љубавима Јосипа Броза. | ” |
| — (Део увода књиге) | |   |

## О писцу
Радуловић је рођен 1939. у Команима код Подгорице. Завршио је Филолошки факултет у Београду где се наводно дружио са Медлин Олбрајт. Поред „Љубави Јосипа Броза” с којом је стекао књижевну славу, написао је још двадесетак књига међу којима је најпознатији роман „Конгрес курви”. Његова књига „Кога је Тито тукао и убио” објављена је 2004. године.